# NGC 2568
NGC 2568 est un amas ouvert, situé dans la constellation de la Poupe. Il a été découvert par l'astronome américain Edward Barnard en 1881.

Selon la classification des amas ouverts de Robert Trumpler, cet amas renferme moins de 50 (lettre p) dont la concentration est forte (I) et dont les magnitudes se répartissent sur un grand intervalle (le chiffre 3).